# جان دایسون
جان دایسون (انگلیسی: Jon Dyson؛ زادهٔ ۱۸ دسامبر ۱۹۷۱) بازیکن فوتبال اهل بریتانیا است.
از باشگاه‌هایی که در آن بازی کرده‌است می‌توان به باشگاه فوتبال هادرزفیلد تاون و باشگاه فوتبال نانیتون تاون اشاره کرد.